# Autostrada A13 (Chorwacja)
Autostrada A13 (chorw. Autocesta A13) – zaniechany projekt autostrady w Chorwacji, która miała połączyć niedoszłą autostradę A12 koło miejscowości Vrbovec z przejściem granicznym Terezino Polje – Barcs na granicy z Węgrami. Obie trasy miały tworzyć korytarz drogowy nazywany „Podravina Y”.
Obecnie istniejący odcinek Vrbovec 2 – Farkaševac oddano do użytku 16 kwietnia 2019 roku, jako część drogi krajowej D12.

## Historia
Arteria, o planowanej długości 86,5 km, miała powstawać etapami:
- Vrbovec 2 – Bjelovar,
- Bjelovar – Bedenik,
- Bedenik – Virovitica,
- Virovitica – Terezino Polje.

Budowa autostrady miała rozpocząć się od węzła Vrbovec 2 do Bjelovaru, gdzie trasa łączyłaby się z drogą krajową D43. Odcinek ten miał mieć cztery węzły drogowe: Kapela z drogą żupańską Ž3041 (chorw. Županijska cesta Ž3041), Farkaševac z drogą Ž2231, Gudovac z drogą krajową D28 na zachód od miasta Bjelovar oraz Bjelovar z drogą krajową D43 (chorw. Državna cesta D43) umożliwiającą dojazd do północnych i wschodnich części miasta.
W 2009 roku oficjalnie zapowiedziano prace budowlane, których nie rozpoczęto. Spowodowało to przesunięcie terminu oddania do użytku arterii na 2013 rok.

## Krytyka i zaniechanie
Pomimo ogłoszenia w maju 2009 roku powstania autostrady faktyczne działania związane z wytyczeniem drogi, wydawaniem zezwolenia na budowę oraz prac budowlanych zostały odłożone w czasie na bliżej nieokreślony termin, co spotkało się z wyrazem krytyki i przyrównania projektu do „kiełbasy wyborczej” związanej ze zbliżającymi się wyborami samorządowymi.
2 maja 2012 roku zarząd agencji Hrvatske autoceste, odpowiedzialnej za autostrady w Chorwacji, zapowiedział zaniechanie realizacji trasy, oczekując na akceptację ze strony rady nadzorczej. Zdaniem agencji nigdy nie zarezerwowano żadnych środków na powstanie arterii, ponadto odmówiła ona udzielenia komentarza w sprawie wypłaty odszkodowań dla firm mających wybudować drogę.
W maju 2012 roku europejska spółka Strabag zażądała 30 milionów kun (około 4 mln €) rekompensaty z powodu opóźnienia budowy na co nie zgodziło się Hrvatske autoceste, argumentując to nie dopełnieniem warunków umowy przez firmę.
Ostatecznie 20 czerwca 2012 roku rząd Chorwacji zrezygnował z realizacji projektu.